# Runö folkhögskola

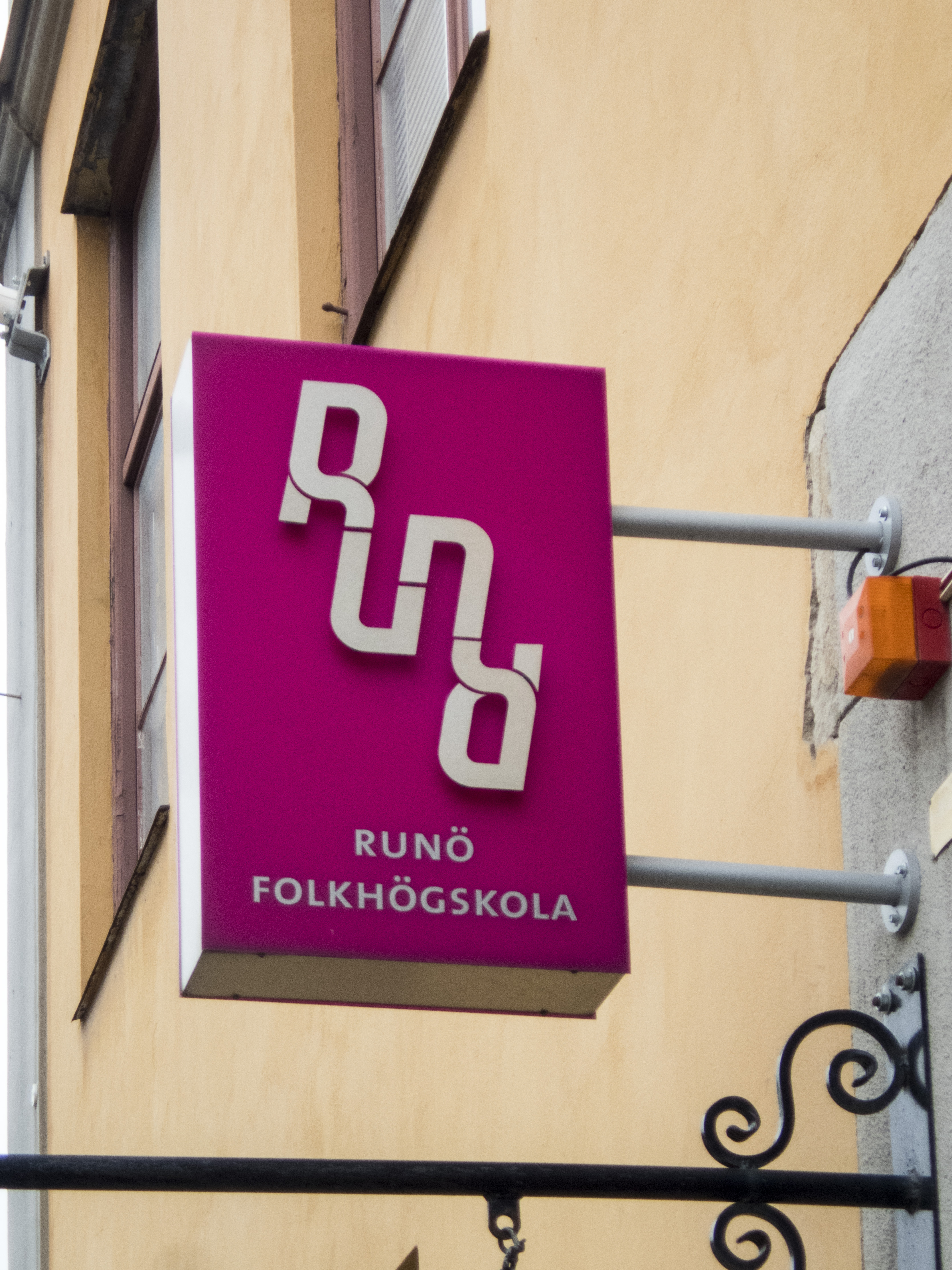
Runö folkhögskola på Hälsobrunnsgatan 10 i Stockholm.

Runö folkhögskola är en folkhögskola vid Täljöviken, intill Åkersberga nordost om Stockholm. Skolan byggdes av LO. Den drivs numera av Föreningen LO:s folkhögskola Runö och är ett utbildnings- och utvecklingscentrum för LO och dess medlemsförbund, med konferensanläggning och utbildningar för fackliga förtroendeuppdrag. Runö folkhögskola har också en filial på Hälsobrunnsgatan 10 i Sabbatsbergsområdet i Stockholm (59°20′15″N 18°2′46″Ö / 59.33750°N 18.04611°Ö).
Planeringen för att bygga en LO-skola, Runöskolan, vid sidan om den äldre Brunnsvik vid Ludvika inleddes 1939. Runöskolans första delar invigdes 1952 och verksamheten startade vid nyåret 1953. Skolan planerades för 200 elever. Arkitekt var Axel Grape vid HSB:s arkitektkontor.